# 9777 Enterprise
9777 Enterprise eller 1994 OB är en asteroid i huvudbältet som upptäcktes den 31 juli 1994 av de båda japanska astronomerna Takeshi Urata och Yoshisada Shimizu vid Nachi-Katsuura-observatoriet. Den är uppkallad efter rymdskeppet Enterprise i den amerikanska science fiction serien Star Trek: The Original Series.